# Catherine Destivelleová
Catherine Destivelleová (* 24. července 1960) je francouzská horolezkyně a sportovní lezkyně, trojnásobná vítězka závodů Sportroccia a autorka knih o lezení.
Narodila se v alžírském městě Oran francouzským rodičům. Později se s rodinou přestěhovala do Francie, kde studovala v obci Savigny-sur-Orge. Později studovala fyzioterapii v Paříži a v tomto oboru následně i pracovala.
Již jako teenager se začala věnovat horolezectví, absolvovala například několik výstupů v Dolomitech. V roce 1986 vyhrála mezinárodní horolezeckou soutěž Sportroccia. V roce 1992 se stala první ženou, která provedla sólový výstup severní stěnou na alpský vrchol Eiger. V roce 1994 absolvovala neúspěšnou expedici na himálajský vrchol Šiša Pangma. Roku 2003 vydala autobiografickou knihu nazvanou Ascensions.

## Výkony a ocenění
V roce 1996 vydal Heinz Zak knihu Rock Stars, kde je mezi nejlepšími skalními lezci světa i Catherine Destivelle.
- 1985-1988: jako jediný sportovní lezec vůbec získala ve čtyřech ročnících závodů Sportroccia více než jednu zlatou medaili

### Závodní výsledky
| Sportroccia | Sportroccia | Sportroccia | Sportroccia |
| Rok         | 1985        | 1986        | 1988        |
| ----------- | ----------- | ----------- | ----------- |
| Obtížnost   | 1           | 1           | 1           |

## Dílo
- C. D.: Rocs nature; Berlín; ISBN 9782207238981
- C. D.: Rock Queen - Catherine Destivelle; Londýn; ISBN 9781910237076
- C. D.: Ascensions, Berlín; ISBN 9782700395945
- C. D., Erik Decamp: L'Apprenti alpinisme; ISBN 9782012916623 (francouzsky)
- C. D., Erik Decamp: Le petit alpiniste; ISBN 9782352210382
- C. D., Christine Grosjean: Catherine Destivelle Rocs Nature; ISBN 9782207238981
- Philippe Bonhème, C. D.: La montagne à la une : Paris Match 60 ans de reportages; ISBN 9782365450065
- C. D.: Atteindre le sommet (francouzsky)
- C. D.: Verticali; ISBN 9788879726887
- C. D.: Danseuse de Roc; ISBN 9782207233948